# 蔣志澄
蔣志澄（1897年—1949年4月25日），字養春（䍩旾），浙江省諸暨縣人，曾任重慶市市長。

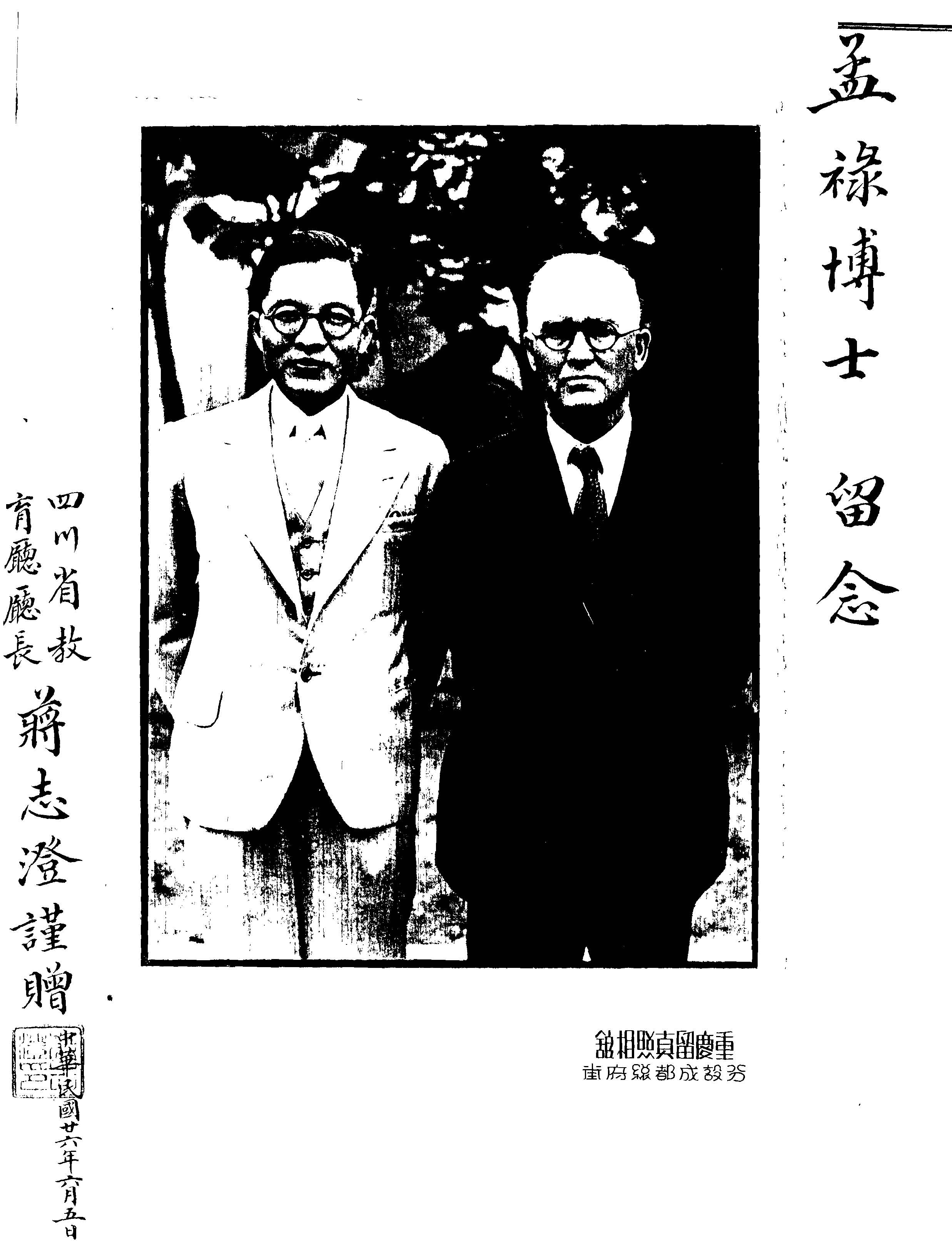
蔣志澄和保羅·孟祿

## 生平[3][4][5]
- 宣統三年，就讀於紹興府中學堂文科一年級第一學期
- 北京大學畢業（預科三年級乙班學生[6]）
- 北京浙江專門中學教員
- 杭縣、海寧縣縣長
- 浙江省政府派遣歐洲視察教育及地方行政，留學柏林大學
- 民國18年10月18日，任浙江嘉興縣縣長[7]
- 民國20年12月11日，免浙江嘉興縣縣長，另有任用[8]
- 民國22年，歸國任軍事委員會委員長南昌行營設計委員會專門委員
- 民國23年，江西省廬山管理局局長
- 民國25年4月11日，任四川省政府委員兼四川省政府教育廳廳長[9]
- 民國25年9月12日，派四川省普通考試試務處處長[10]
- 民國27年8月2日，免四川省政府委員兼四川省政府教育廳廳長，另有任用[11]
- 民國27年8月3日，任四川重慶市市長，另有任用[12]
- 民國28年5月11日，免四川重慶市市長，另有任用[13]
- 民國29年8月2日，派二十八年高等考試再試典試委員[14]
- 民國30年7月23日，任教育部總務司司長[15]
- 民國34年1月30日，呈請辭職免教育部總務司司長[16]
- 民國35年5月7日，任江西省政府委員兼民政廳廳長[17]
- 民國35年7月11日，呈請辭職免江西省政府委員兼江西省政府民政廳廳長[18]
- 上海正中書局總經理
- 民國37年歲暮，其一家妻兒婿女，因遷居台灣，墮機罹難，無一倖免
- 民國38年4月25日，服毒自盡[19]